# Піксур (село)
Піксу́р (рос. Пиксур) — село у складі Даровського району Кіровської області, Росія. Адміністративний центр Піксурського сільського поселення.
Населення становить 210 осіб (2010, 293 у 2002).
Національний склад станом на 2002 рік — росіяни 98 %.